# 唐加西努阿山脉
唐加西努阿山脉（Tanggeasinua）是印度尼西亚苏拉威西岛上的一座山脉。山势为西北东南走向，是苏拉威西岛东南半岛山脊的一部分。唐加西努阿山脉平行且位于梅公加山脉的东部，属东南苏拉威西省管辖。

## 资料来源
1. ↑  Pegunungan Tanggeasinua (Approved - N)位于GEOnet名称服务的结果, 美国国家地理空间情报局
2. ↑   (地图) first. 1:250,000. United States Army Map Service. 1965  [2017-06-02]. （原始内容存档于2014-06-05）.
3. ↑   (地图) first. 1:500,000. Director of Military Survey, Ministry of Defence, United Kingdom. 1972  [2017-06-02]. （原始内容存档于2016-03-04）.